# Fernão Mendes
Fernão Mendes foi um administrador colonial português que exerceu o cargo de Governador da Ribeira Grande, em Cabo Verde, entre 1515 e 1517, tendo sido antecedido por Sebastião Álvares de Landim e sucedido por João Alemão. 